# Église du Sacré-Cœur de Mayence
Pour les articles homonymes, voir Église protestante du Sacré-Cœur (Mayence) et Église du Sacré-Cœur.
L'église catholique du Sacré-Cœur est une église de Mayence érigée à Mainz-Mombach, quartier de la ville de Mayence. Elle est vouée au Sacré-Cœur de Jésus.
Ce quartier existe depuis l'extension urbaine. De 1900 à 1904, la première ligne de Tramway de Mayence Mayence-Mombach est construite; en 1907, Mombach est rattaché à la ville de Mayence.

## Historique
L'église du Sacré-Cœur fut construite par Ludwig Becker en style néo-gothique comme mémorial de l'évêque Wilhelm Emmanuel von Ketteler dans le plus grand quartier ouvrier de Mayence. Les travaux commencèrent le 9 août 1911, mais furent interrompus par la Première Guerre mondiale. L'évêque de Mayence, Mgr Georg Heinrich Maria Kirstein en posa la première pierre. Les travaux s’achevèrent le 28 septembre 1913 pour le chœur est. 
Les vitraux ont été créés par Alois Plum. Après la sauvegarde et la restauration du chœur en 2001, la chœur a été peint par Vitus Wurmdobler (de).